# Венгеров, Владимир Яковлевич
Владимир Яковлевич Венге́ров (11 января 1920, Саратов — 15 ноября 1997, Санкт-Петербург) — советский кинорежиссёр и сценарист, автор игрового кино. Народный артист РСФСР (1978).

## Биография
Владимир Венгеров родился 11 января 1920 года в Саратове в еврейской семье. Поступил на режиссёрский факультет ВГИКа (мастерская Сергея Эйзенштейна). С началом Великой Отечественной войны вместе с институтом и крупнейшими киностудиями был эвакуирован в Алма-Ату, где в 1943 году защитил диплом.
В 1944 году работал на киностудии «Мосфильм» с режиссёром Юлием Райзманом, но положение ассистента его не устраивало, и, не видя перспектив, Венгеров перешёл на «Ленфильм», надеясь получить собственную постановку. Работал ассистентом Фридриха Эрмлера, тогда же был избран секретарём комитета комсомола студии. Вскоре начался так называемый период малокартинья, съёмки поручали только опытным режиссёрам, и Венгерову пришлось дальше работать ассистентом, преподавать актёрское мастерство и организовывать концерты.
В 1951 году Всеволод Пудовкин упомянул его в «Литературной газете», призвав «общественность» обратить внимание на молодых режиссёров, сидевших без дела. В период с 1951 по 1953 год Венгеров смог снять один документальный и два фильма-спектакля.
В 1954 году вместе с однокурсником (и ближайшим другом) Михаилом Швейцером снял приключенческий фильм «Кортик» по повести Анатолия Рыбакова. Благодаря остроте сюжета и игре юных исполнителей он собрал 27,6 миллиона зрителей (десятое место в прокате по итогам 1954 года). Ещё больший успех ожидал вторую картину — «Два капитана» по роману Вениамина Каверина: она заняла пятое место по итогам 1956 года при 32 миллионах зрителях.
В своих следующих фильмах режиссёр обратился к военной теме. Драма «Балтийское небо», посвящённая лётчикам-защитникам блокадного Ленинграда, собрала 38,6 миллиона зрителей и также замкнула пятёрку самых популярных картин 1961 года. В ней Людмила Гурченко впервые заявила о себе как о серьёзной драматической актрисе.
Значительной работой стал «Порожний рейс» (1962) по книге Сергея Антонова, в котором, в отличие от предыдущих своих работ, режиссёр на первый план выдвинул нравственный конфликт. Фильм получил серебряную премию на Третьем Московском международном кинофестивале.
В 1960-е годы руководил Третьим творческим объединением «Ленфильма», вплоть до его закрытия в 1970 году. Под его началом трудились такие режиссёры как Виктор Трегубович, Алексей Герман, Резо Эсадзе, Юлий Файт, Виктор Соколов. В противовес режиссёру Де Сика имел прозвище Де Кака.
В 1983 году снял фильм «Обрыв» по роману Ивана Гончарова и вынужден был покинуть кино. Из-за тяжёлой болезни у него отказала рука, не ходили ноги. Тем не менее в годы перестройки он вернулся в профессию и начал съёмки «Похождений Шипова» по сценарию Булата Окуджавы, однако студия закрыла проект.
Владимир Венгеров скончался 15 ноября 1997 года на 78-м году жизни. Похоронен на кладбище в Комарово под Санкт-Петербургом.
К 100-летию со дня рождения В. Я. Венгерова в Санкт-Петербурге в библиотеке № 2 имени Д. А. Фурманова Приморского района (Набережная Чёрной речки, д. № 12) состоялся вечер-портрет «Легенда российского кино — режиссёр Владимир Венгеров».

## Фильмография

### Ассистент режиссёра
- 1944 — Небо Москвы
- 1945 — Великий перелом

### Режиссёр
- 1951 — Адыгейская автономная область (документальный), совместно с Иосифом Гиндиным
- 1952 — Живой труп (фильм-спектакль)
- 1953 — Лес (фильм-спектакль), совместно с Семёном Тимошенко
- 1954 — Кортик, совместно с Михаилом Швейцером
- 1955 — Два капитана
- 1958 — Город зажигает огни, режиссёр и сценарист
- 1960 — Балтийское небо
- 1962 — Порожний рейс
- 1965 — Рабочий посёлок
- 1968 — Живой труп, режиссёр и сценарист
- 1972 — Карпухин
- 1976 — Строговы, режиссёр и сценарист
- 1979 — Вторая весна
- 1983 — Обрыв, режиссёр и сценарист

### Актёрские работы
- 1965 — Время, вперёд!, корреспондент, читающий стихи